# Vargas (municipalité)
Pour les articles homonymes, voir Vargas.
Vargas est l'unique municipalité de l'État de La Guaira au Venezuela. Son chef-lieu est La Guaira. En 2011, la population s'élève à 352 920 habitants.

## Géographie

### Subdivisions
La municipalité est divisée en onze paroisses civiles avec, chacune à sa tête, une capitale (entre parenthèses) :
- Caraballeda (Caraballeda) ;
- Carayaca (Carayaca) ;
- Carlos Soublette (Maiquetía) ;
- Caruao (La Sabana) ;
- Catia La Mar (Catia La Mar) ;
- El Junko (El Junko) ;
- La Guaira (La Guaira) ;
- Macuto (Macuto) ;
- Maiquetía (Maiquetía) ;
- Naiguatá (Naiguatá) ;
- Urimare (Catia La Mar).